# Soběšovice

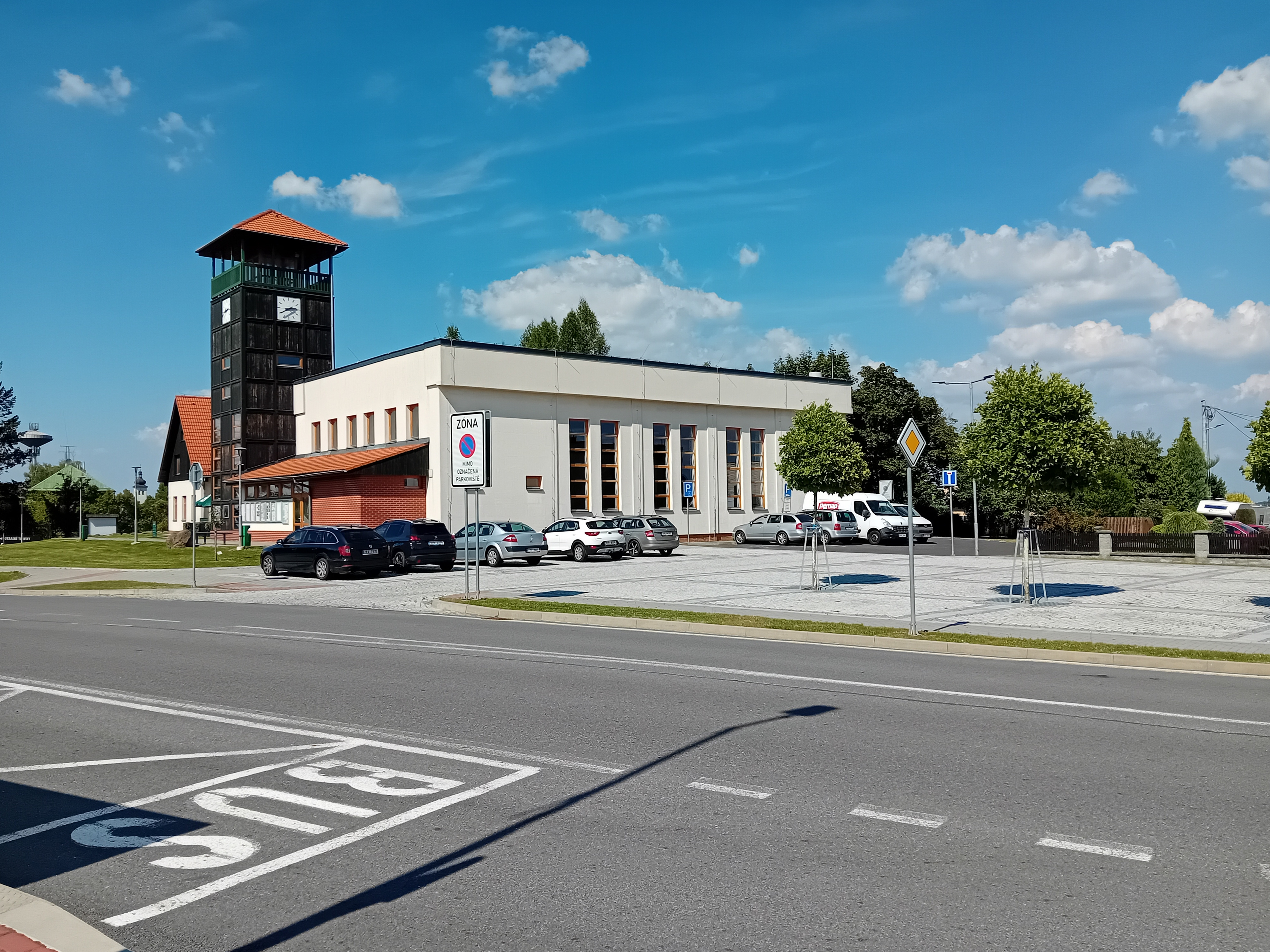
Gemeindeamt und Aussichtsturm

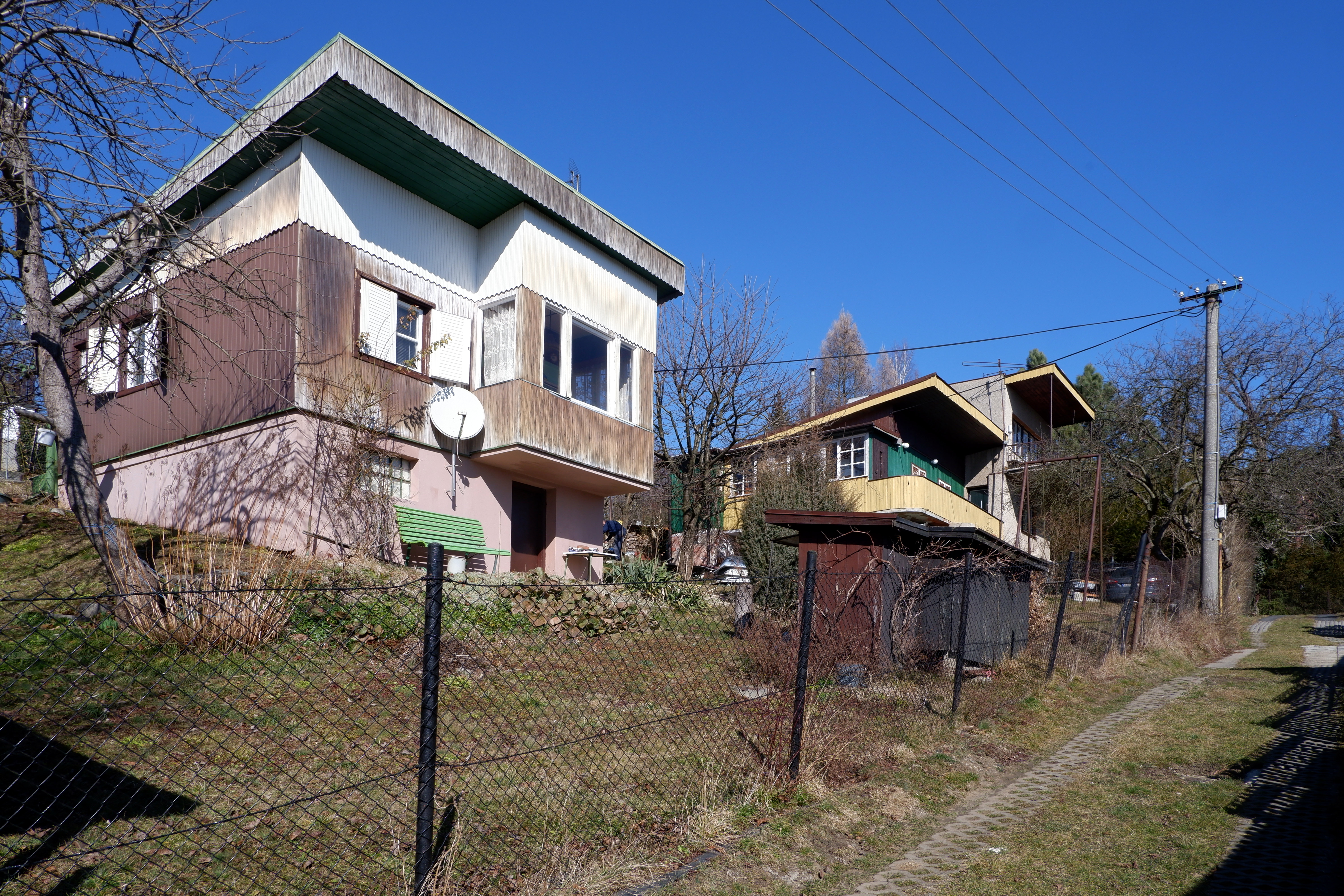
Ferienhaussiedlung

Soběšovice (deutsch Schöbischowitz, polnisch Szobiszowice, auch Szebiszowice) ist eine Gemeinde in Tschechien. Sie liegt am nordöstlichen Ufer vom Stausee Žermanice entgegen Lučina u Frýdku-Místku und gehört zum Okres Frýdek-Místek.

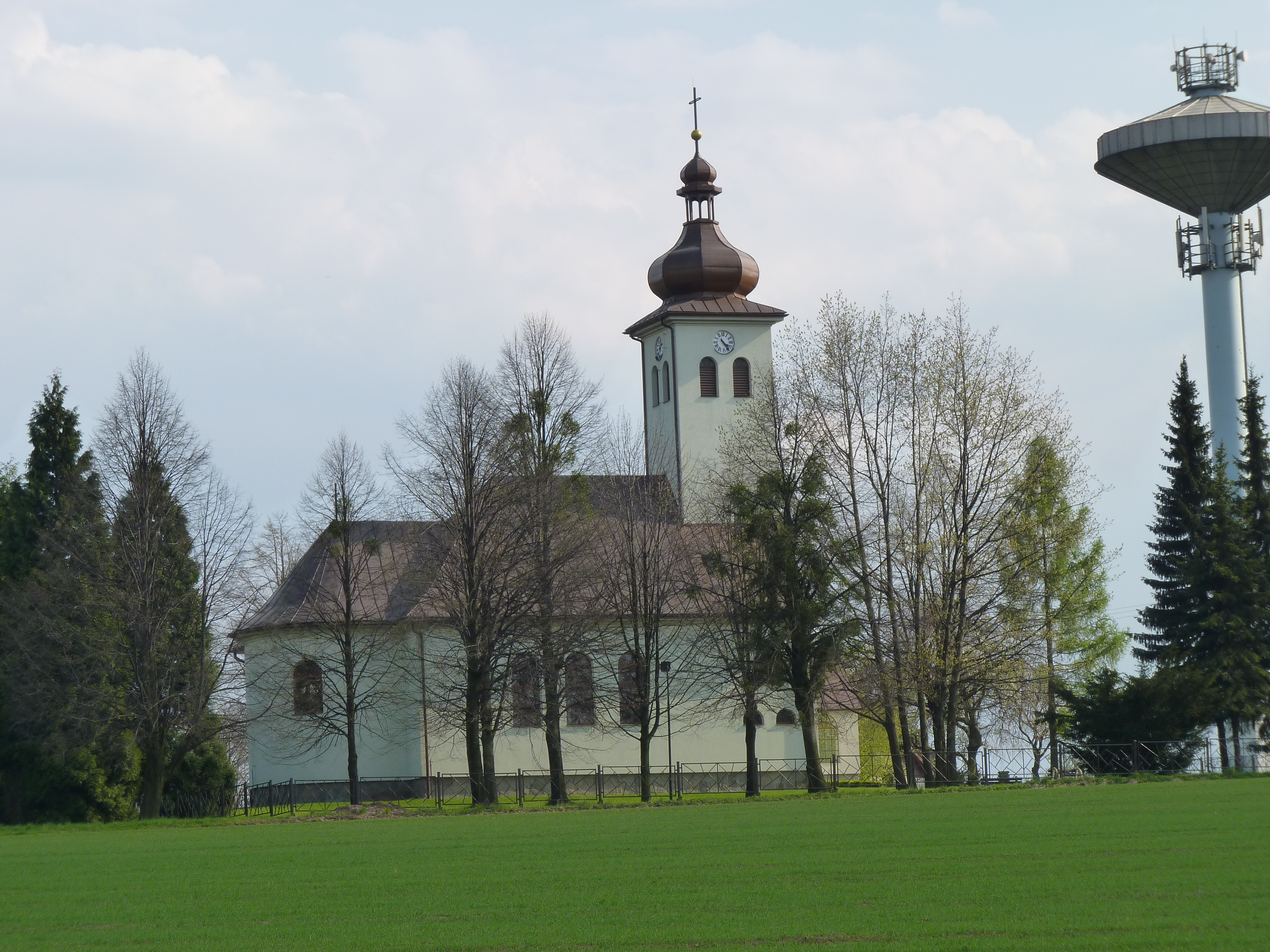
Ortskirche

## Geschichte
Der Ort wurde circa 1305 im Liber fundationis episcopatus Vratislaviensis (Zehntregister des Bistums Breslau) erstmals urkundlich als item apud Sobnonem (oder eher item apud Sobisonem?) erwähnt. Das Dorf war noch in der früheren Phase der Gründung, weshalb das Territorium, von dem die Höhe des Zehnts ausgerechnet war, nicht festgelegt war und der Eintrag mit dem Word apud (bei) war ungewöhnlich. Der Name ist patronymisch abgeleitet ursprünglich (1447: Sobieschowicz, 1450 Sobiesonowicze) vom slawischen Personennamen Sobiesz/Soběš (≤ Sobiesąd, Sobiesław usw.), die Form mit dem Anlaut tauchte nach dem Mittelalter auf (1600: Ssobyssowskeho na Ssobissowiczych, 1652: Szobiszowice, 1679: Schebischowitz) und etablierte die deutschen und polnischen Namen, aber im Tschechischen rückte die ursprüngliche Form (1900: [polnisch] Szebiszowice, czes. [tschechisch] Sebiszovice, [deutsch] Schoebischowitz). Der Anlaut an dieser Stelle (Ersatz von -s- + vocalis a/o durch -sch/š/sz-) war typisch für den deutsch-schlesischen Dialekt (z. B. Sobice – deutsch Schebitz, oder Szobiszowice). Im örtlichen Dialekt wurde der Name Šobišovice/Szobiszowice ausgesprochen.
Politisch gehörte das Dorf ursprünglich in der Zeit des polnischen Partikularismus zum im Jahr 1290 begründeten Herzogtum Teschen. Seit 1327 bestand die Lehensherrschaft des Königreichs Böhmen und seit 1526 gehörte es mit diesem zur Habsburgermonarchie.
Die Kirche der Pfarrei Sobieschowicz (1447) wurde in der Zeit der Reformation lutherisch. Nach dem Tod Herzogin Elisabeth Lukretias 1653 erlosch der Teschener Familienzweig der Schlesischen Piasten und das Herzogtum fiel als erledigtes Lehen an die Krone Böhmen, die seit 1526 das Haus Habsburg innehatte. Die Habsburger leiteten die Rekatholisierung der Untertanen ein. Im Jahr 1654 gab eine habsburgische Sonderkommission 49 Kirchen und eine Kapelle an die Katholiken zurück, darunter in Schöbischowitz am 25. März.
1580 wurde der Vorwerk Petrow (?), später Pitrow (1669) im Osten erstmals erwähnt. Im Jahr 1680 wurde zunächst Horni Ssobissowicze (Ober Schöbischowitz) unterschieden.
In der Beschreibung Teschener Schlesiens von Reginald Kneifl im Jahr 1804 war Schöbischowitz (Nieder) ein zum Gute Ober-Toschowotitz gehöriges Dorf mit einem Mayerhofe und Mühle am Bache Muschaletz im Teschner Kreis, dessen Einwohner schlesisch-mährischer Mundart waren und zur mährischsprachigen Pfarrei in Ober-Domaslowitz gehörten. Schöbischowitz (Ober) war dagegen ein den Joseph Skulinischen Erben gehöriges Gut und Dorf, wo 203 Einwohner (in 55 Häusern) schlesisch-mährischer Mundart eine Filialkirche von Ober-Domaslowitz hatten.
Nach der Aufhebung der Patrimonialherrschaften bildete Schöbischowitz (Nieder und Ober) mit dem Ortsteil Pitrau ab 1850 eine Gemeinde im Bezirk Teschen in Österreichisch-Schlesien. Auf der ethnographischen Karte der Österreichischen Monarchie von Karl von Czoernig-Czernhausen aus dem Jahr 1855 war Nieder Schöbischowitz am linken Ufer des Flusses Luczina auf der mährisch-lachischen Seite der sprachlichen Grenze, während Ober Schöbischowitz und Pitrau östlich der Luczina sprachlich gemischt waren. Nach den Volkszählungen in den Jahren 1880 bis 1910 sank die Einwohnerzahl von 948 in 1880 auf 863 in 1910. Tschechischsprachige waren in absoluter Mehrheit (von 89,5 % in 1910 bis 98,1 % in 1900), gefolgt von 91 oder 10,5 % Polnischsprachigen in 1910 und 7 oder 0,7 % Deutschsprachigen in 1880. Im Jahr 1910 waren 817 (94,7 %) Römisch-Katholiken, 46 (5,3 %) Protestanten.
Ab 1907 gehörte die Gemeinde zum Wahlbezirk Schlesien 13. In der ersten allgemeinen, gleichen, geheimen und direkten Reichsratswahl 1907 sowie der Reichsratswahl 1911 gewann dort viermal Ryszard Kunicki aus der Polnischen Sozialdemokratischen Partei Galiziens und Teschener Schlesiens.
Nach dem Zusammenbruch Österreich-Ungarns Ende 1918 war das Gebiet vom Teschener Schlesien umstritten. Am 5. November 1918 verständigten sich der Polnische Nationalrat des Herzogtums Teschen (Rada Narodowa Kięstwa Cieszyńskiego, RNKC) und das tschechische Gebietskomitee (Zemský národní výbor, ZNV) darauf, dass der ganze Bezirk Teschen mit Schöbischowitz als Szebiszowice an Polen fallen sollte, und zwar wie vier andere nach der letzten Volkszählung mehrheitlich tschechischsprachige Gemeinden am westlichen Rand des Bezirkes, die historisch mit der Pfarrei in Horní Domaslavice verbunden waren (auch Dolní Domaslavice, Dolní Tošanovice und Dobratice). Die tschechoslowakische Regierung erkannte das jedoch nicht an. Nach dem Polnisch-Tschechoslowakischen Grenzkrieg, einer nicht verwirklichten Volksabstimmung sowie der Entscheidung des Botschafterrats der Siegermächte am 28. Juli 1920, wurde der Ort ein Teil der Tschechoslowakei und des Bezirks Český Těšín. 1938 wurde Soběšovice mit dem Olsagebiet von Polen annektiert. Die polnische Regierung machte nach der Annexion auch einen Gebietsaustausch „mit gutem Willem“ und kehrte die Hälfte der Gemeinde Soběšovice an die Tschechoslowakei, eigentlich um die Grenze entlang der Luczina zu vereinfachen. Im Jahre darauf kam der polnische Teil nach dem Überfall auf Polen zum Deutschen Reich (Landkreis Teschen), während der tschechische Teil westlich der Luczina im Protektorat blieb. Nach Kriegsende kamen beide Teile zur Tschechoslowakei zurück.
Der Stausee Žermanice wurde am Fluss Lučina in den Jahren 1951 bis 1957 erbaut. Für die Bewohner der überfluteten Gebiete der zwei Gemeinden Soběšovice und Dolní Domaslavice wurde am westlichen Ufer die Gemeinde Lučina am 8. Januar 1956 gegründet, während Soběšovice jetzt nur östlich vom Stausee liegt.

## Gemeindegliederung
Für die Gemeinde Soběšovice sind keine Ortsteile ausgewiesen. Grundsiedlungseinheiten bzw. Katastralbezirke sind:
- Soběšovice (Horní Soběšovice)
- Dolní Soběšovice
- Pitrov